# Марсон, Аня
Аня Марсон (англ. Ania Marson; род. 22 мая 1949, Гдыня, Польша) — англо-польская актриса.

## Биография
Обучалась в знаменитой Corona Stage Academy в Лондоне, после чего в 1963 году дебютировала в сериале «Диксон из Док-Грин», в 1968 году снялась в британском сериале «The Troubleshooters», в 1969 году сыграла в сериале «Детектив», в 1971 году сыграла роль Княгини Ольги в британском историческом фильме «Николай и Александра», получившем 2 премии Оскар. Затем в 1972 году снялась в сериале «Эмма», в 1974 в историческом фильме «Отречение» (роль Эбба Спарре), в 1978 сыграла в английском научно-фантастическом сериале «Семёрка Блейка» (роль Гилл), в 1980 году сыграла в психологической драме «Нетерпение чувств» (роль Доктор Шнайдер). После перерыва, Аня Марсон вернулась на экраны в фильме «The Parachute Ball» в роли Лилли, в 2017 году снялась в британском детективном сериале «Безмолвный свидетель» (роль Грейс Хокни), в 2018 году снялась в британском сериале в жанре триллер «Убивая Еву» (роль Этель Рубинович), в 2021 году снялась в американо-польском сериале «Ведьмак» (сыграла придуманного сценаристами персонажа Волет Мейр), в этом же году актриса снялась в британском комедийном фильме «Дед мороз вернулся».

## Семья
Замужем за режиссёром Дереком Листером, есть две дочери.